# Fleddy Melculy
Fleddy Melculy est un groupe belge, originaire de Flandre.

## Histoire
Fleddy Melculy commence comme une blague créée par Jeroen Camerlynck, à cette période membre actif dans le groupe de rock De Fanfaar. Le nom (axé sur une pièce de théâtre sur Freddie Mercury) était délibérément ridicule. Leur premier single, T-shirt van Metallica, devient un succès immédiat et le groupe signe avec Sony Music. En 2016, leur premier EP Wat de fok? et le premier album, Helgië, sortent, et le groupe joue sur Pukkelpop. En 2017, ils jouent en première partie de Guns N' Roses au TW Classic.
Leur premier album atteint la deuxième place des charts en 2016 et leur deuxième album, De kerk van Melculy, atteint la première place des charts officiels flamands en février 2018. Leur concert cette année-là au Graspop sort sous forme d'album live.

## Discographie

### Albums studio
- 2016 : Helgië (no 2 des charts belges flamands[3])
- 2018 : De kerk van Melculy (no 1 des charts belges flamands[3])
- 2020 : Sabbath Fleddy Sabbath (no 2 des charts belges flamands[3])
- 2021 : And Just Niks for All (no 4 des charts belges flamands[3])
- 2023 : Antichlist (no 1 des charts belges flamands[3])